# Myrmecoscopus minutus
Myrmecoscopus minutus  (лат.) — вид мирмекофильных прыгающих цикадок (Cicadellidae) из подсемейства Eurymelinae, единственный в составе монотипического рода Myrmecoscopus. Эндемик Западной Австралии. Ассоциированы с муравьями рода Camponotus. Общая окраска шоколадно-коричневая. Длина самцов 6 мм, самок — 7 мм; наибольшая ширина — 1,8 мм.
Относится к мирмекофильной трибе Pogonoscopini, которые как инквилины днём живут в муравейниках, а ночью кормятся на растениях под охраной тех же муравьёв (Day & Pullen 1999).